# 温暖 (政治人物)
温暖（1971年3月—），男，汉族，浙江温州人。中华人民共和国政治人物，温州农业学校园艺专业毕业，浙江省委党校在职研究生学历。曾任舟山市市长、中共绍兴市委书记，现任山东省副省长。

## 生平
1989年8月，温州农业学校留校工作，任温州农业学校学生处干事。1996年12月，挂职任文成县仰山乡党委副书记。1998年4月，进入温州市市团委工作。后历任市团委办公室干事、主任，市团委副书记，市青联副主席、市少工委主任。
2004年9月，任中共上虞市委副书记。2006年11月，任新昌县人民政府县长。2010年4月，任中共新昌县委书记。
2011年11月，任中共绍兴市委副秘书长。2011年12月，任中共金华市委常委。2012年1月，任中共金华市委组织部部长。
2016年1月，任舟山市人民政府代市长。2016年2月，任舟山市人民政府市长，为浙江省首位70后市长。
2018年2月，任中共浙江省委组织部副部长（正厅长级），同月当选为第十三届全国人大代表。
2021年7月，任中共浙江省纪委副书记、浙江省监察委员会副主任。
2023年3月，任中共绍兴市委书记。2024年6月离开浙江，转任山东省人民政府党组成员，同年7月正式出任山东省人民政府副省长。